# Belkin

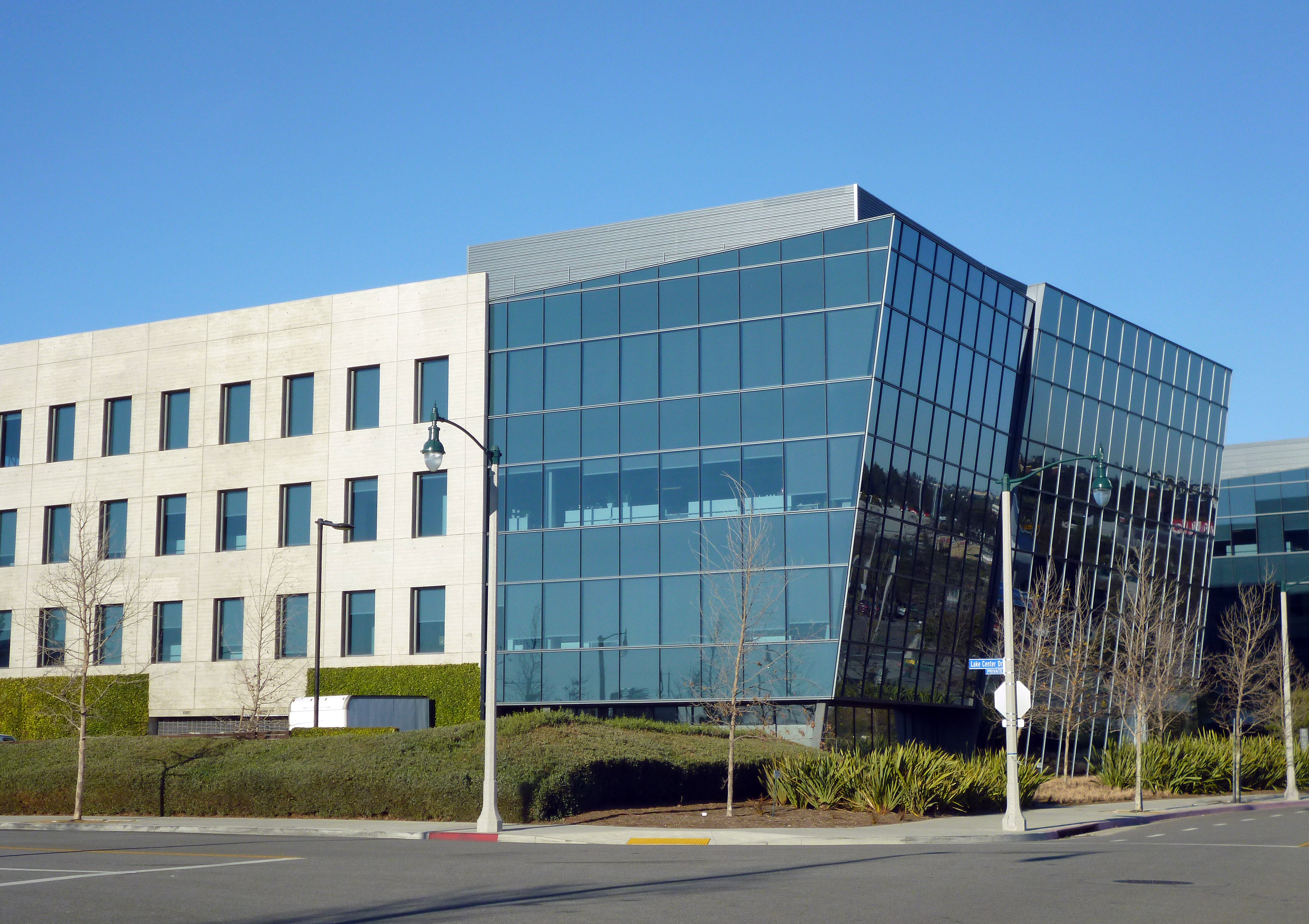
Belkin în Los Angeles

Belkin International, Inc. este un producător de hardware și periferice pentru computere, specializat pe aparate fără fir, precum și conexiuni hardware, cum ar fi cabluri, huburi usb, tehnologii de rețea, precum și UPS-uri.
Compania are sediul central în Playa Vista, Los Angeles, California. Belkin vinde atât pentru consumatori cât și pe piața comercială Business-to-business.